# José Antonio Mases
José Antonio Mases (n. Cabranes, Asturias; 3 de marzo de 1929), escritor español.

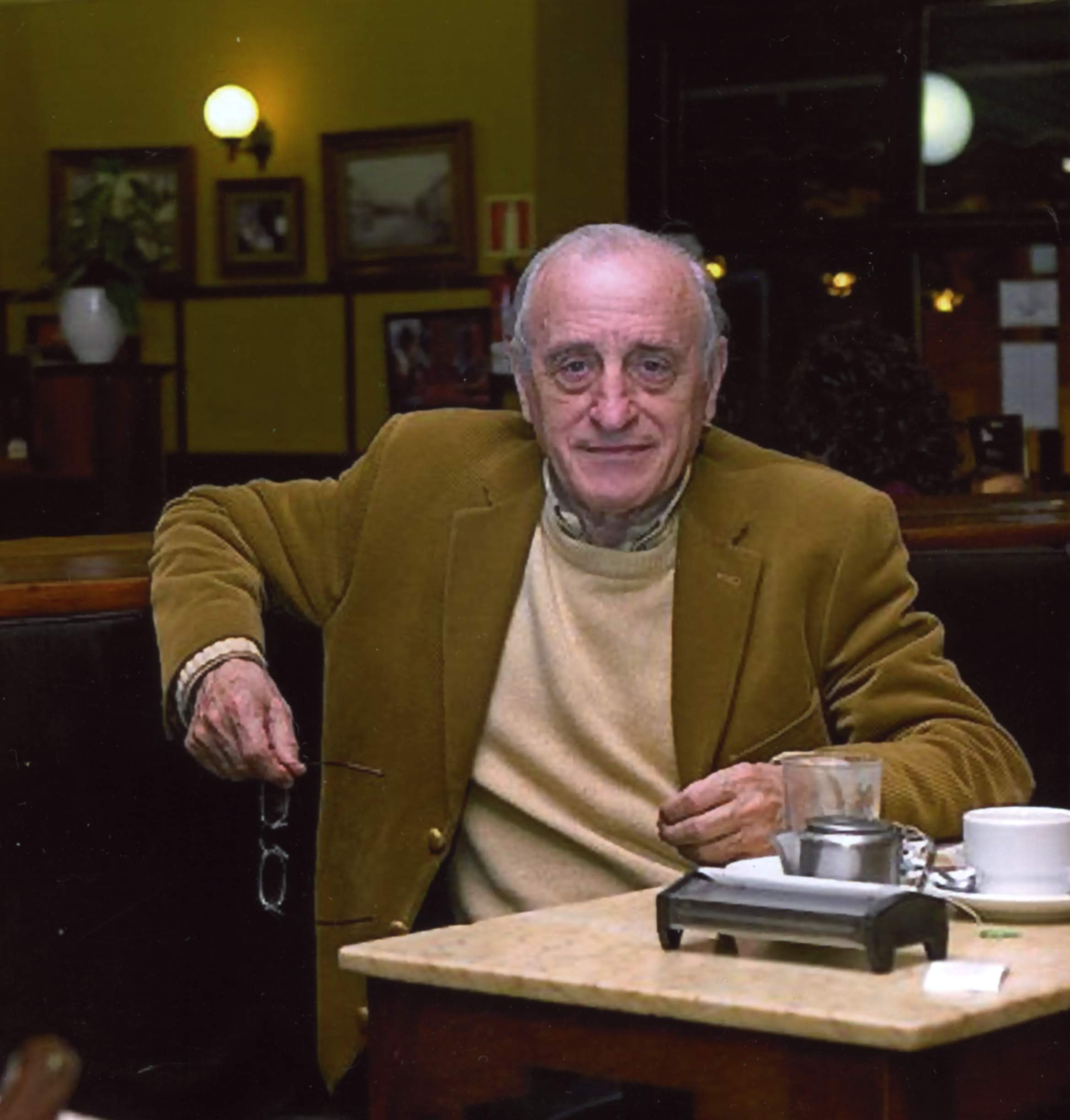
José Antonio Mases en el café Dindurra (Gijón).

## Breve biografía
Asiste a la escuela de su lugar natal, en el que nace su afición a los libros. Trasladado a Gijón con su familia, cursa aquí sus estudios y sigue un cursillo de Literatura Latinoamericana en Madrid. Trabaja en un banco e inicia su actividad literaria. Colabora con cuentos y poemas en la prensa asturiana. Participa en el premio Naranco, de Oviedo, con su novela El día siguiente. Abandona el banco y pasa a América. Reside durante siete meses en la República Dominicana, visita Haití y Nueva York y, finalmente, se afinca en Cuba, donde reside seis años, desde 1954 a 1960. Al tiempo que trabaja en los servicios administrativos de una compañía cubano-norteamericana, colabora en diversas publicaciones habaneras, entre ellas los semanarios Carteles (dirigido por el exiliado asturiano Antonio Ortega) y La Quincena, así como en el periódico Diario de la Marina. Desde Cuba, envía su novela corta Ladrón de algo al premio Sésamo de 1957, en el que obtiene un accésit, compartido con Juan García Hortelano. A su regreso a España, desempeña diversos oficios y continúa su tarea de escritor de novelas, cuentos, ensayos y enciclopedias. Paralelamente, despliega gran actividad en el ámbito editorial: promotor y codirector de la Gran Enciclopedia Asturiana y fundador y director de Ayalga Ediciones y Mases Ediciones. Ha colaborado en diversas publicaciones asturianas y actualmente lo hace en el diario gijonés El Comercio.

## Obra literaria

### Narrativa
- El día siguiente, novela corta (1953)
- Ladrón de algo, novela corta (1957),
- El vaso de agua, relato (1961)
- Los padrenuestros y el fusil, colección de relatos ambientados en la Cuba prerrevolucionaria (Barcelona 1964)
- La invasión, novela (Barcelona 1965)
- El palenque, novela. Reeditada en 2013 (Oviedo 1992)
- La quimera, novela. Premio Casino de Mieres (Oviedo 2002)
- Las estancias provisionales, relatos (Gijón 2010)
- La Cordillera, novela (Gijón, 2016)

### Colaboraciones en periódicos y revistas
- Diario de La Marina, La Habana
- Semanario La Quincena, La Habana
- Semanario Carteles, La Habana
- Prensa regional asturiana

### Temas asturianos, ensayos y enciclopedias
- Gran Enciclopedia Asturiana. Promotor y codirector (Gijón 1971)
- Asturias, otra mirada. Con fotografías de Ana Muller (Gijón 1991)

Enciclopedia de la Naturaleza de Asturias. Coordinador (Oviedo 1992)
- Asturianos Universales. 16 vols. Director (Madrid 1993)
- Enciclopedia de la Asturias Popular. Coordinador (Oviedo 1994)
- Asturias (Gijón 1995).
- Asturias en 100 palabras (Gijón 1996)
- Pueblos y villas de Asturias (Gijón 1997)
- Guía básica de Asturias (Gijón 1997)
- Asturias: historias insólitas, prohibidas o escandalosas (Gijón 1999)
- El románico en la comarca de la sidra (Gijón 2000)
- Asturias vista por viajeros románticos extranjeros y otros visitantes y cronistas famosos (siglos XV-XX), 4 vols. (Gijón 2001).
- Escrito sobre Gijón. Selección de textos desde la antigüedad a nuestros días. Prólogo de Juan Cueto Alas (Oviedo 2002)
- Todos los días Gijón. Prólogo de Ricardo Menéndez Salmón (Gijón 2008)
- Cuentos de la Asturias rural. Selección e introducción (Gijón 2009)
- La costumbre de vivir. Escenas del pasado rural asturiano (Gijón 2010).

### Tema cervantino
- Fijación del texto e índices temático y antológico de la primera edición del Quijote realizada en Asturias (Oviedo 1999), junto con Emilio Alarcos Llorach
- Cervantes y Asturias (Oviedo 2005)
- Selección de textos de la obra El Quijote en Asturias. La escuela indiana de Sama de Grado (Gijón 2005)
- Colaboración con los artículos 'asturianos' y 'Asturias de Oviedo' en la Gran Enciclopedia Cervantina  (Madrid 2005), dirigida por Carlos Alvar y editada por el Centro de Estudios Cervantinos de Alcalá de Henares

## Premios literarios
- 1953	Accésit del premio Naranco (Oviedo) por la novela El día siguiente
- 1957	 Accésit del premio Sésamo (Madrid) por la novela Ladrón de algo
- 1961	Premio Internacional de Relatos La Felguera por El vaso de agua
- 1995	Premio Selecciones de Lengua Española (Barcelona) por la novela La invasión
- 1999	Premio Alfredo Quirós Fernández (Oviedo) por Asturias  vista por viajeros 			románticos extranjeros y otros visitantes y cronistas famosos (siglos XV-XX)
- 2002	Premio Casino de Mieres por la novela La Quimera

- Datos: Q5937957